# Nordhastedt
Nordhastedt település Németországban, Schleswig-Holstein tartományban. Lakosainak száma 2837 fő (2023. december 31.).

## Népesség
A település népességének változása:
| Lakosok száma | 2169 | 2876 | 2844 | 2838 | 2826 | 2837 |
|               | 1975 | 2017 | 2019 | 2021 | 2022 | 2023 |